# Melanomma sanguinarium
Melanomma sanguinarium är en lavart som först beskrevs av Petter Adolf Karsten, och fick sitt nu gällande namn av Pier Andrea Saccardo 1883. Enligt Catalogue of Life ingår Melanomma sanguinarium i släktet Melanomma,  och familjen Melanommataceae, men enligt Dyntaxa är tillhörigheten istället släktet Melanomma,  och familjen Melanommataceae. Arten är reproducerande i Sverige. Inga underarter finns listade i Catalogue of Life.